# ビリャベルデ
ビリャベルデ （Villaverde）は、スペイン、マドリードの区。

## 概要
レガネス、ヘタフェ、ウセラ、プエンテ・デ・バリェカス、ビリャ・デ・バリェカスと接する。1848年にマドリード＝アランフエス区間鉄道路線が開通、ビリャベルデ内を通過するため町が発展した。1954年にマドリードに編入した。以下の5地区で構成される。
- 171 - サン・アンドレス
- 172 - サン・クリストバル・デ・ロス・アンヘレス
- 173 - ブタルケ
- 174 - ロス・ロサレス
- 175 - ロス・アンヘレス

区全体の人口は2007年当時で約12万人、そのうち外国出身の移民は20％を占めている。特にサン・クリストバル・デ・ロス・アンヘレス地区においては人口の約40％が移民である。